# 江別製粉
江別製粉株式会社（えべつせいふん）は、北海道江別市に本社を置く製粉会社である。ハルユタカなど北海道産小麦を使用した製品づくりに注力し、小麦産地の比率は北海道産が約65％、日本国外産（アメリカ・カナダ）が約35％。取り扱う小麦粉は約300種類に及ぶ。

## 概要
1948年（昭和23年）、北海道札幌郡江別町（現：江別市）で、安孫子安雄が創業し初代社長に就任した。
太平洋戦争終結後の食料難を解決するため、アメリカなどから食料援助物資として入ってくる小麦を政府から加工を受託する会社として始まり、その後しばらくは輸入小麦の製粉を中心に行っていた。
1970年頃から国産小麦の生産量は増え、北海道でも大量に作られるようになったが、北海道産の小麦はその当時あまり評判は良くなく、当初は外国産小麦に混ぜて使用していた。しかし、小麦の大産地である北海道の企業として、北海道産小麦は本当に好まれない麦なのかどうか、改めて検証を始めた。100%北海道産小麦はどんな評価を受けるのかという不安はあったが、食の安全をまず第一に考え「身近な物を食する安心を大切にしよう」という会社の方針に対し、消費者からも高い評価を得たことが、事業の方向を変える大きな契機となった。
中でも北海道産小麦「ハルユタカ」の出現は、「国産小麦でパンを」という消費者の声に応える大きなきっかけになり、以後は国産小麦に対する評価も変わり、道内の小麦生産農家や、小麦粉を使う食品製造者、そして消費者とのつながりができた。人々にとって大切な「食べ物」に関わる仕事に従事できることに誇りを持ち、「良質、安全、そして廉価な商品」を作ることに日々努力し、｢北海道の豊かな自然」を消費者に届けている。

## 沿革
出典：江別製粉公式サイト「江別製粉について」
- 1948年（昭和23年）5月27日：北海道札幌郡江別町（現：江別市）にて会社設立。岩田醸造工場西側の建物で小麦粉の製造を開始。
- 1951年（昭和26年）：火災により工場焼失、現在地へ移転し工場を再建。
- 1964年（昭和39年）：製粉工程と設備を近代化、ニューマ方式製粉工場を新設。
- 1968年（昭和43年）：原料精選工程を近代化。
- 1976年（昭和51年）：家庭用プレミックス粉「おやつイン」を発売。
- 1979年（昭和54年）：本社社屋完成、立体自動倉庫完成。
- 1987年（昭和62年）：自動パン焼機専用粉を発売。通信販売を開始。
- 1989年（平成元年）：北海道産小麦ハルユタカを使用した「はるゆたかスパゲティ」を発売。
- 1990年（平成 2年）：北海道小麦100%シリーズ商品を発売。
- 1992年（平成 4年）：株式会社北海道フードプランを設立、パン製造販売を開始。
- 2001年（平成13年）：ISO 9001認証を取得。
- 2003年（平成15年）：総合加工工場（包装・小袋ミックス）完成。
- 2004年（平成16年）：オーダーメイド小麦粉生産システム「F-ship」稼動開始。
- 2005年（平成17年）：JAS法における有機農産物加工食品業者の認定を取得。
- 2008年（平成20年）：経済産業省主管「元気なモノ作り中小企業300社 2008」に選定される。
- 2010年（平成22年）：ISO9001:2008へ移行。原料調質工程設備を更新。
- 2014年（平成26年）：「北の小麦 未来まき研究所」を新設。
- 2015年（平成27年）：「B-ship」を新設。
- 2016年（平成28年）：「ハルユタカ30周年を祝う会」を開催。
- 2018年（平成30年）：ISO 22000認証を取得、ISO 9001から移行。
- 2021年（令和3年）：江別製粉東京オフィスとして、株式会社北海道e-プロジェクトを設立。
- 2022年（令和4年）：株式会社N-GRITSを設立、コーングリッツ製造事業を開始。製品倉庫を新設。
- 2024年（令和6年）：江別製粉東京オフィスを、innoba大田（東京都大田区）へ移転、江別製粉東京LABへ改称。「江別製粉製造製品管理規定」を制定しISO 22000から移行。

## 主な製品
- 北海道産小麦使用品目：単一小麦品種使用粉、パン用粉、生地改良剤配合品、菓子用粉、麺用粉、中華麺用粉、全粒粉
- 北海道産ライ麦粉：ライ麦粉
- 外国産小麦使用品目：パン用粉、麺用粉、そばつなぎ粉、餃子皮用粉、中華麺用粉、菓子用粉、ミックス粉
- 小麦加工品・関連商品：強力粉、薄力粉、全粒粉、ミックス粉、小麦加工品

## 関連会社等
- 北の小麦 未来まき研究所[1]
  - 北海道江別市緑町東4丁目2番地14号（本社に隣接）
- 江別製粉東京LAB（旧：株式会社北海道e-プロジェクト）[1]
  - 東京都大田区仲六郷4丁目32-6 innoba大田206号
- 株式会社N-GRITS（コーングリッツ製造）[1]
  - 北海道夕張郡栗山町角田133番地3

過去の子会社
- 株式会社北海道フードプラン（製パン）[1]
  - 北海道札幌市厚別区厚別中央四条3丁目7番23号 - 2020年8月17日清算結了[3]